# Dinaspis pseudomorpha
Dinaspis pseudomorpha är en insektsart som beskrevs av Leonardi 1914. Dinaspis pseudomorpha ingår i släktet Dinaspis och familjen pansarsköldlöss.
Artens utbredningsområde är Guinea. Inga underarter finns listade i Catalogue of Life.